# Laflin, Pennsylvania
Laflin, Pennsylvania (енгл. Laflin) град је у америчкој савезној држави Пенсилванија.

## Демографија
По попису из 2010. године број становника је 1.487, што је 15 (-1,0%) становника мање него 2000. године.
| Група             | 2000.         | 2010.         |
| Белци             | 1.431 (95,3%) | 1.402 (94,3%) |
| Афроамериканци    | 2 (0,1%)      | 0 (0,0%)      |
| Азијати           | 55 (3,7%)     | 74 (5,0%)     |
| Хиспаноамериканци | 9 (0,6%)      | 8 (0,5%)      |
| Укупно            | 1.502         | 1.487         |